# Panorpa antiporum
Panorpa antiporum is een insect uit de orde van de schorpioenvliegen (Mecoptera), familie van de schorpioenvliegen (Panorpidae). De wetenschappelijke naam van de soort is voor het eerst geldig gepubliceerd door Nagler in 1968.
De soort komt voor in Roemenië.